# لانیکه
لانیکه (به یونانی: Λανίκη) یا هلّانیکه یا آلاکرینیس، دختر دروپیداس، خواهر کلیتوس سیاه، و پرستار اسکندر کبیر در خردسالی‌اش بود. او به احتمال زیاد اندکی پس از سال ۳۸۰ پیش از میلاد متولد شد زیرا که از او به عنوان مادر پروتئاس و دو پسر دیگر که در نبرد میلتوس به سال ۳۳۴ پیش از میلاد کشته شدند نام برده می‌شود. شوهر او احتمالاً آندرونیکوس بوده‌است.